# Barent Gael
Barent Gael (* um 1630 in Haarlem; † 17. Oktober 1698 in Amsterdam) war ein niederländischer Maler.

## Leben
Barent Gael erhielt seine erste künstlerische Ausbildung bei seinem Vater Cornelis Gael. Später wurde er von Philips Wouwerman unterrichtet. In seiner Anfangszeit staffierte er Bilder von Jan Wynant und Isaac Koene und zog wie Wynant um 1660 nach Amsterdam. 
Sein erstes Werk ist auf das Jahr 1663 datiert. Seine zahlreichen Werke sind meist voll bezeichnet und zeigen Dorfansichten, wie unter anderem in Rast vor dem Wirtshaus oder Tiermärkten. Seltener malte er auch Winterlandschaften. Neben dem Einfluss seines Lehrers Wouwerman lassen sich auch Einflüsse weiterer Künstler aus Haarlem in seinen Werken erkennen. Die Landschaften lassen auf eine Verbindung zu Claes Molenaer und Roelof Jansz van Vries schließen. Im Bereich der Komposition sowie der Darstellung seiner Bauerntypen weisen seine Werke eine Ähnlichkeit zu den Werken von Adriaen van Ostade und dessen Bruder Isaac van Ostade auf. Von seinem Lehrer Wouwerman scheinen lediglich Reiterfiguren und die Darstellung eines Schimmels im Vordergrund übernommen worden zu sein. 

## Werke (Auswahl)

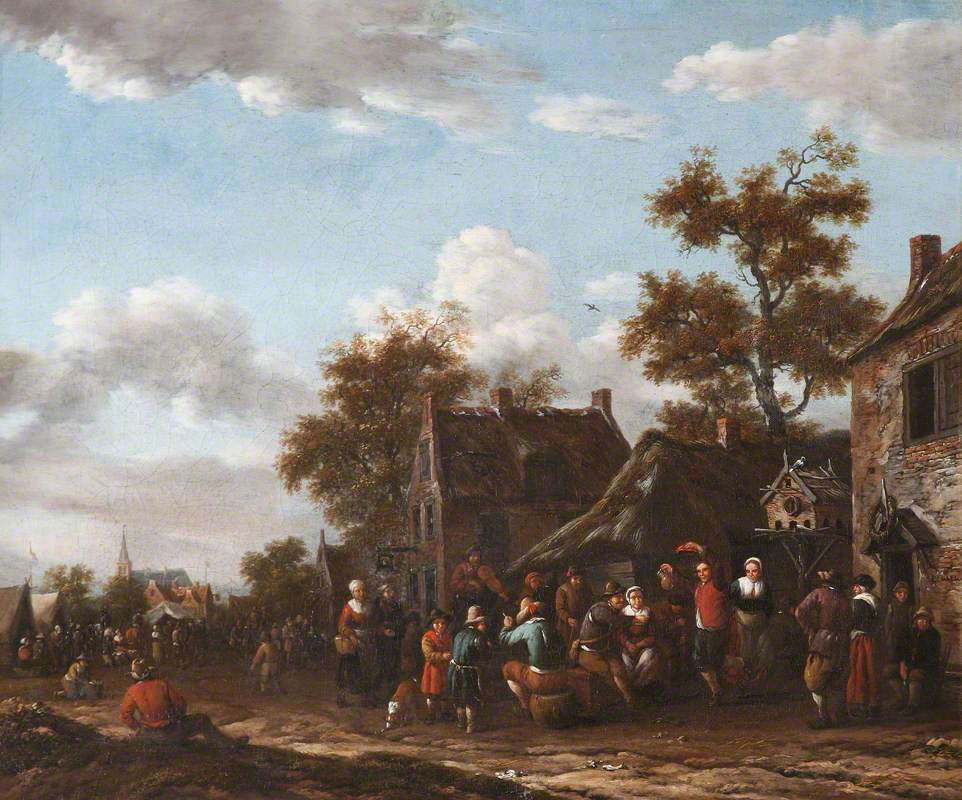
A Village Vair, 1669, Hatchlands Park, East Clandon
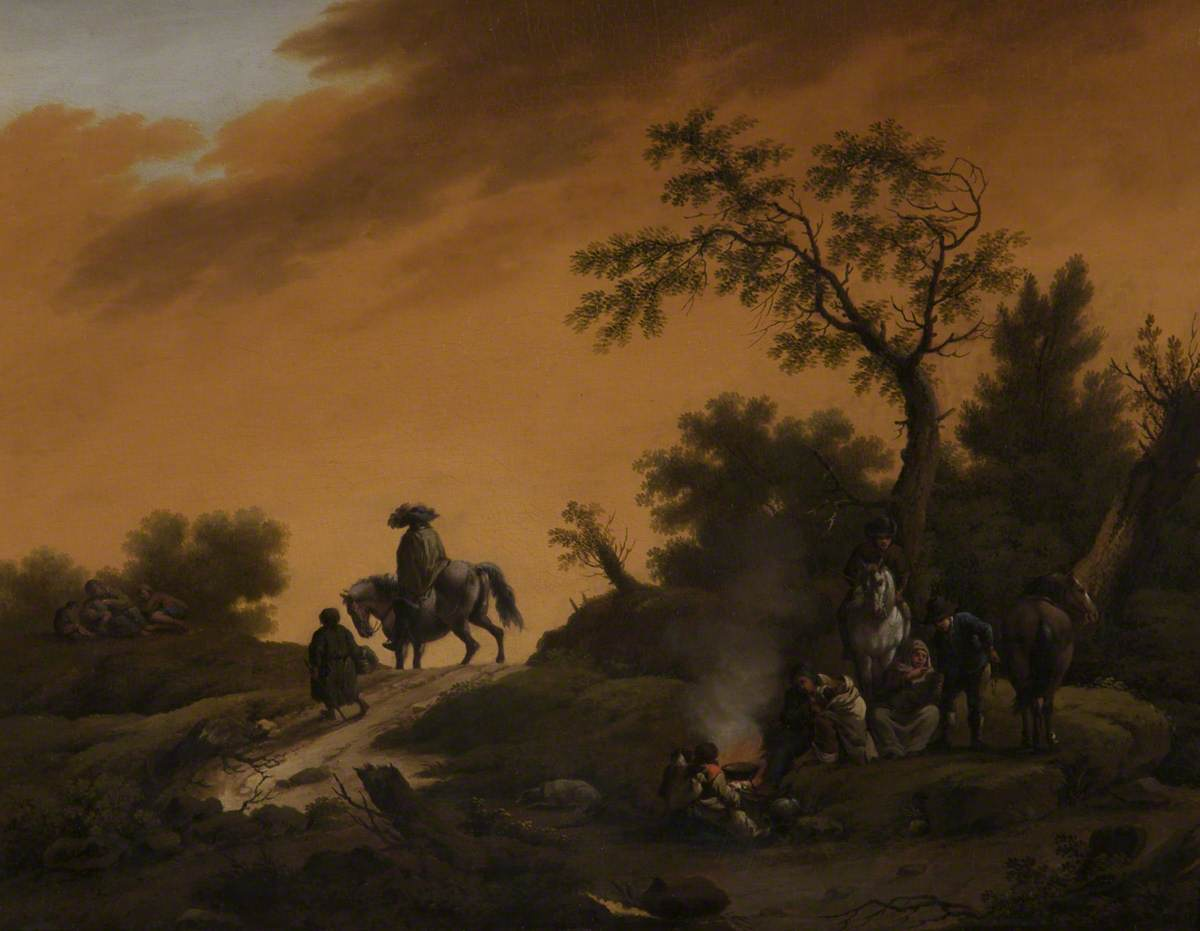
Dutch Landscape, Bury Art Museum, Bury
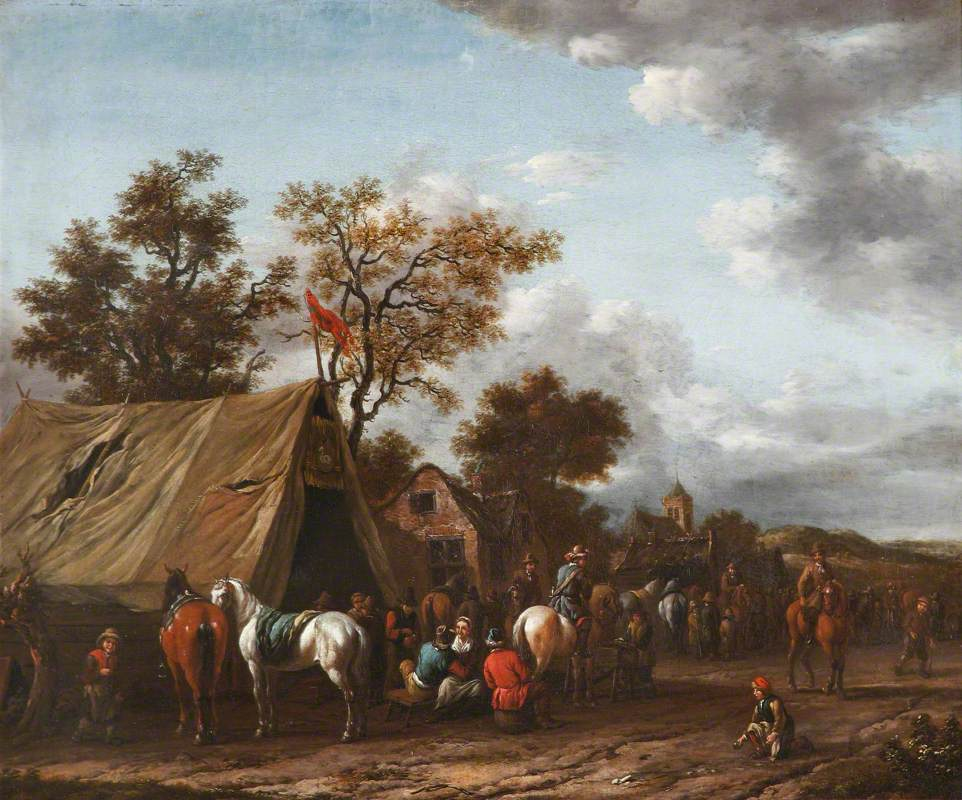
A Village Inn, 1669, Hatchlands Park, East Clandon
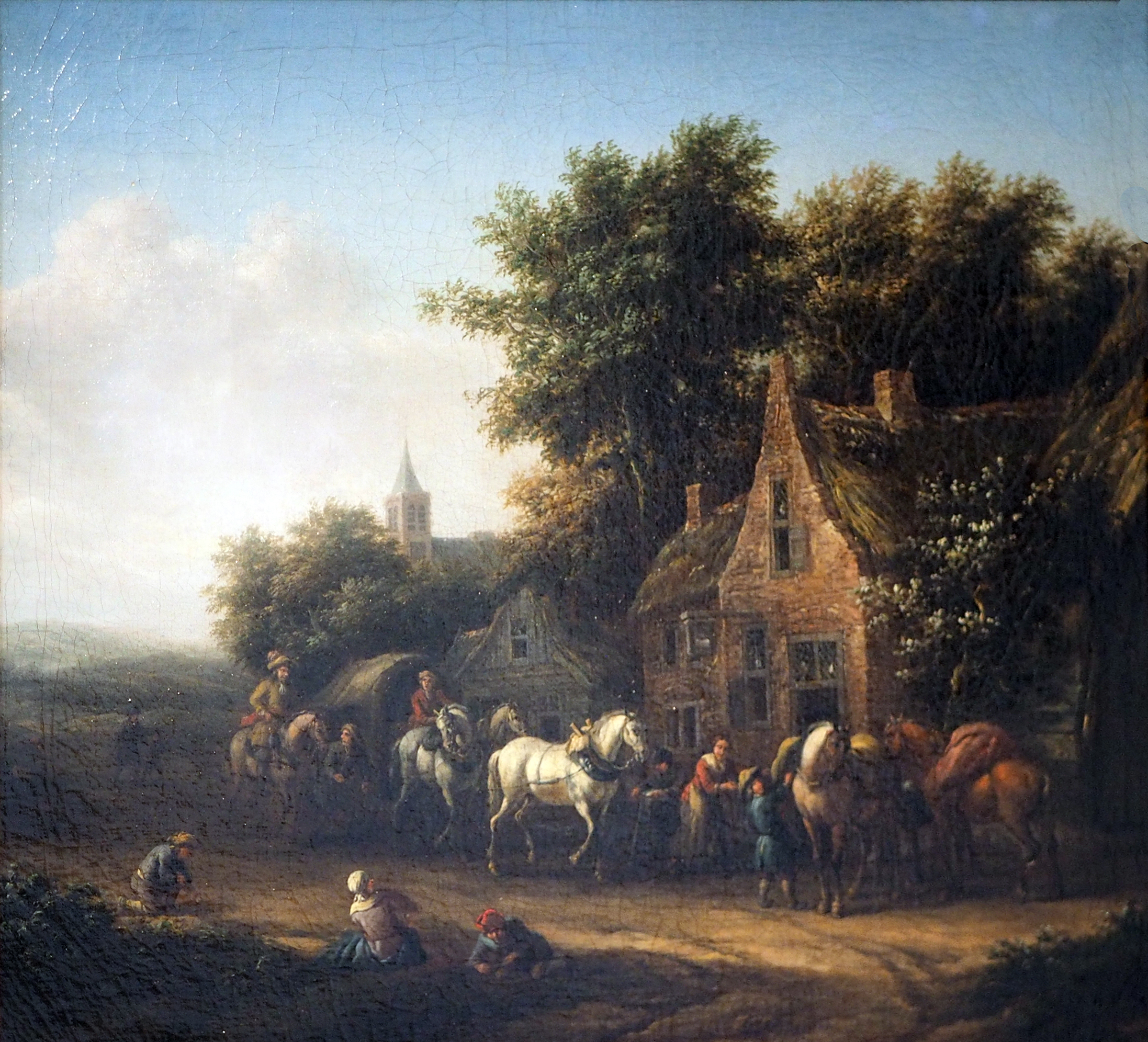
Rest at an Inn, Kulturhistorisches Museum Rostock